# Scytodes lesserti
Scytodes lesserti là một loài nhện trong họ Scytodidae.
Loài này thuộc chi Scytodes. Scytodes lesserti được miêu tả năm 1941 bởi Millot.